# Rousettus linduensis
Rousettus linduensis là một loài động vật có vú trong họ Dơi quạ, bộ Dơi. Loài này được Maryanto & Yani mô tả năm 2003.